# Елије Донат
Елије Донат (лат. Aelius Donatus; живео средином 4. века) био је римски граматичар и учитељ реторике. Једина позната чињеница из његовог живота јесте да је био учитељ Јеронима, који је превео Библију на латински језик.
Аутор је бројних стручних радова, од којих је сачувано неколико:
- Донатов коментар Теренцију није сачуван у комплету и у свом оригиналном облику; састављен је на основу других коментара.
- „Вергилијева биографија“ са коментаром Вергилијевој поезији прекида се са Еклогама. Верује се да је материјал махом преузет из изгубљеног Светонијевог дела. Донат је зато био главни извор каснијим биографима, од којих су неки вратили услугу попуњавањем текста његове биографије различитим интерполацијама
- Мада мало тога говори у прилог њеној оригиналности и мада је очигледно да се заснива на истим ауторитетима на којима се заснивају граматике Харисија и Диомеда, Донатова „Уметност граматике“ (лат. Ars grammatica), нарочито одељак о деловима говора (лат. De partibus orationis), постала је тако популарна као уџбеник да је у средњем веку име њеног аутора постало синоним за латинску граматику уопште. Када је у 15. веку дошло време да се дело штампа, доживело је небројено много издања. Уз то, она је једино чисто текстуално дело које је штампано ксилографском (тј. да је за сваку страну припреман калуп гравиран на дасци), а не слагачком техником (помоћу покретних слова резаних у дрвету и слаганих у дрвени или метални рам).